# Halichondrida
Halichondrida Gray, 1867 è un ordine di spugne della classe Demospongiae.

## Tassonomia
Comprende le seguenti famiglie:
- Axinellidae Carter, 1875 (sin.: Phakellidae)
- Bubaridae Topsent, 1894
- Dictyonellidae Van Soest, Diaz et Pomponi, 1990
- Halichondriidae Gray, 1867
- Heteroxyidae Dendy, 1905 (sin.: Desmoxyidae)